# Lifan 620
O 620 é um automóvel chinês produzido pela Lifan, entre 2009 e 2013.

## Chegada ao Brasil
Lançado na China em 2009, o Lifan 620 chegou ao Brasil em 2010, através da Effa Motors. Por tratar-se de um sedan-médio, a maior vantagem anunciada por seu revendedor, no país, foi a ampla oferta de equipamentos de série (ar-condicionado, direção assistida, conjunto elétrico, Freios ABS com EBD, Airbag duplo frontal, revestimento em couro, entre outros), associada à um preço consideravelmente abaixo dos principais concorrentes. Por tratar-se de um automóvel chinês, havia desconfiança sobre sua durabilidade e eventuais futuros problemas. Para tanto, a Lifan anunciou garantia de 3 anos.
Em avaliações posteriores ao lançamento, contudo, algumas questões foram levantadas. O acabamento, ainda que farto de equipamentos, demonstrou falta de qualidade nos detalhes, com rebarbas em plásticos e fragilidade de alguns comandos. Alguns automóveis cedidos para avaliações, inclusive, já apresentavam problemas com peças que não funcionavam corretamente, como a abertura interna do porta-malas. Outro ponto apontado foi a diferença entre o consumo publicado pela Lifan e o aferido em provas - muito inferior.

## Cancelamento das importações
Em maio de 2013 a Lifan anunciou uma reestruturação de suas estratégias de atuação para o Brasil. Nela consistem o foco ao novo Lifan 530, um sedan médio-pequeno, porém divulgou que está deixando de importar o Lifan 620, assim como o hatch 320. Entretanto, a marca informou que continuará prestando assistência aos proprietários de ambos os veículos pelo prazo legal exigido por lei no país.
O veículo usa a mesma plataforma MC do Toyota Corolla de 2003 a 2007, popularmente conhecido como "Toyota Brad Pitt", o que explica as dimensões quase idênticas, inclusive mecanicamente, onde 98% das peças são idênticas em ambos os veículos. O seu motor 1.6 16V, é basicamente o motor Toyota 4A-FE, ainda que montado pela Lifan. O motor 4A-FE, de correia dentada, e 1.6L, equipou os Toyota Corolla de 1998 a 2001. Os atuais proprietários, ao saberem disso, economizam na manutenção geral do veículo, devido as peças do Toyota Corolla serem fáceis e baratas de achar, apenas recorrendo a rede de concessionárias, ou por comércio eletrônico, peças específicas do modelo.
A Lifan pretende oferecer o sucessor do 620, o Lifan 630, no Brasil entre 2014 e 2015. O automóvel já foi lançado em seu país de origem.